# Where Were You in the Morning?
«Where Were You in the Morning?» (укр. Де ти вранці?) - пісня канадського співака і автора пісень Шона Мендеса. Написана Мендесом, Тедді Гейгером, Джеффом Варбартоном і Скоттом Гаррісом, та спродюсована Мендесом і Гейгером. Випущена лейблом Island Records 18 травня 2018 року, як четвертий сингл із третього студійного альбому Мендеса.

## Випуск
Мендс повідомив про вихід пісні 16 травня 2018 року, опублікувавши обкладинку синглу та дату випуску в соціальних мережах.

## Композиція
"Where Were You in the Morning?" це поєднання поп-музики і R&B з "атмосферним" продюсуванням, з "блюзовою, душевною гітарою" і хлопки. Пісня також нагадує роботу кумира Мендеса Джона Маєра. За словами дописувача Billboard Ларса Брандла, ця пісня це «меланхолійна оповідь Мендеса про одну ніч, на наступний ранок після якої, дівчина пішла так і не попрощавшись».

## Автори
Інформацію про авторів отримано із сервісу Tidal.
- Шон Мендес – продюсування, вокал, бек-вокал, гітара
- Тедді Гейгер[en] – продюсування, клавішні, бек-вокал, гітара, програмування
- Гаррі Берр – асистент зведення
- Нейт Мерсеро – бас, гітара
- Скотт Гарріс[en] – гітара
- Ендрю Маурі[en] – зведення

## Чарти
| Чарт (2018)                               | Найвища позиція |
| ----------------------------------------- | --------------- |
| Австралія (ARIA)                          | 67              |
| Австрія (Ö3 Austria Top 75)               | 54              |
| Канада (Canadian Hot 100)                 | 81              |
| Чехія (Singles Digitál Top 100)           | 54              |
| Франція (SNEP)                            | 153             |
| Угорщина (Single Top 40)                  | 9               |
| Ірландія (IRMA)                           | 79              |
| Нідерланди (Mega Single Top 100)          | 44              |
| Нова Зеландія Heatseekers (RMNZ)          | 6               |
| Португалія (AFP)                          | 50              |
| Шотландія (Official Charts Company)       | 57              |
| Словаччина (Singles Digitál Top 100)      | 47              |
| Швеція (Sverigetopplistan)                | 93              |
| Швейцарія (Media Control AG)              | 71              |
| Велика Британія (Official Charts Company) | 91              |